# Autoportrait aux trois collets
Pour les articles homonymes, voir Autoportrait (homonymie).
L'Autoportrait aux trois collets est un tableau de Jacques-Louis David peint en 1791. C'est le deuxième autoportrait du peintre. Il est exposé dans la galerie des autoportraits du corridor de Vasari de la Galerie des Offices à Florence.

## Provenance
Dans l'inscription qui se trouve au verso de la toile, il est précisé que le portrait fut peint en mai 1791 dans son atelier des Horaces. Donné à son élève François Gérard il figure à la vente après décès du peintre en 1837, no 37 du catalogue. Acheté par un autre ancien élève Pierre-Maximilien Delafontaine, la toile est vendue en 1861 au petit-fils de David, Jacques-Louis-Jules David auteur de la biographie du peintre. Après la mort de sa veuve en 1893, il entre à la Galerie des Offices de Florence.

## Description
Le tableau de petit format (64 × 53 cm) représente le peintre Jacques-Louis David en buste cadré au niveau de la poitrine, de trois quarts. La tête est tournée de face vers le spectateur avec un regard insistant, voire halluciné comme le décrit Antoine Schnapper. L'artiste est coiffé à la mode du temps, les cheveux légèrement poudrés. Il porte une redingote marron à trois collets, sur une veste rouge dont on perçoit le col, par-dessus un gilet jaune rayé de bleu, d'où sort une cravate blanche sur une chemise à jabot blanche également. La gamme d'ensemble est peinte dans des tonalités sombres, on voit la trace des frottis qui animent le fond. Le tableau n'est ni signé, ni daté.